# 윤상직
윤상직(尹相直, 1956년 5월 25일~)은 대한민국의 정치인이다. 제20대 국회의원을 지냈다.

## 학력
- 전포초등학교
- 동아중학교
- 부산고등학교
- 서울대학교 무역학 학사
- 서울대학교 행정대학원 행정학 석사
- 위스콘신 대학교 대학원 법학 박사

## 경력
- 1982년: 제25회 행정고시 합격
- 중소기업청 상공자원부
- 중소기업청 통상산업부
- 산업자원부 수출과 과장
- 2003년 5월~2004년 9월: 산업자원부 투자정책과 과장
- 2004년 9월~2005년 2월: 산업자원부 산업정책과 과장
- 2005년 2월~2006년 4월: 청와대 대통령 정책실 파견
- 2006년 4월~2006년 8월: 전기위원회 사무국장
- 2006년 8월~2007년 8월: 미국 동아시아법제연구소 파견
- 2007년 8월~2008년 3월: 동북아시대위원회 파견
- 2008년 3월~2009년 2월: 지식경제부 자원개발정책관
- 2009년 2월~2009년 8월: 지식경제부 산업경제정책관
- 2009년 8월~2010년 2월: 무역위원회 상임위원
- 2010년 2월~2010년 3월: 지식경제부 기획조정실 실장
- 2010년 3월~2011년 5월: 청와대 대통령실 지식경제비서관
- 2011년 5월~2013년 3월: 지식경제부 제1차관
- 2013년 3월~2016년 1월: 산업통상자원부 장관
- 2016년 5월 30일~2020년 5월 29일: 제20대 국회의원(부산 기장군, 새누리당, 초선)
- 2016년 6월~2018년 5월: 제20대 국회 전반기 법제사법위원회 위원
- 2016년 6월~2018년 5월: 제20대 국회 전반기 예산결산특별위원회 위원
- 2016년 7월~2017년 7월: 제20대 국회 민생경제특별위원회 위원
- 2018년 1월~2018년 6월: 제20대 국회 사법개혁특별위원회 위원
- 자유한국당 부산시당 부산행복연구원 원장
- 2018년 7월~2020년 5월: 제20대 국회 후반기 과학기술정보방송통신위원회 위원
- 2018년 10월~2019년 8월: 제20대 국회 후반기 사법개혁특별위원회 위원
- 2019년 3월~2019년 5월: 자유한국당 文정권 경제실정백서특별위원회 위원
- 2019년 6월~2019년 9월: 자유한국당 2020 경제대전환 위원회 활기찬 시장경제 분과위원
- 2019년 6월~2019년 9월: 자유한국당 2020 경제대전환 위원회 자유로운 노동시장 분과위원
- 2019년 6월~2019년 9월: 자유한국당 2020 경제대전환 위원회 총괄·비전 2020 위원
- 2019년 7월~2020년 5월: 제20대 국회 예산결산특별위원회 위원
- 2019년 7월: 자유한국당 日수출규제 대책 특별위원회 위원
- 2019년 7월: 자유한국당 에너지정책 파탄 및 비리 진상규명 특별위원회 위원
- 2019년 12월: 자유한국당 인재영입위원회 위원
- 2020~현재: 법무법인(유) 율촌 고문
- 케이정책플랫폼 자문위원
- 2022년 7월~2023년 12월:  2030 부산세계박람회 유치위원회 사무총장
- 2023년 5월~: 재단법인 백선엽장군기념재단 자문위원 겸 백선엽장군기념사업회 이사
- 2024년 3월~: 삼성중공업 사외이사
  - 삼성중공업 감사위원회 위원장
  - 삼성중공업 내부거래위원회 위원
  - 삼성중공업 사외이사후보추천위원회 위원
  - 삼성중공업 보상위원회 위원
  - 삼성중공업 ESG위원회 위원

## 상훈
- 1992년 대통령표창
- 2001년 녹조근정훈장
- 2016년 청조근정훈장
- 2016년 제23회 대한민국 섬유패션 대상 특별공로상
- 2016년 자유한국당 국정감사 우수의원
- 2017년 자유한국당 국정감사 우수의원
- 2017년 국정감사 NGO 모니터단 국정감사 우수의원
- 2018년 국정감사 NGO 모니터단 국정감사 우수의원

## 역대 선거 결과
| 실시년도 | 선거   | 대수 | 직책     | 선거구      | 정당     | 득표수    | 득표율          | 순위 | 당락 | 비고 |
| -------- | ------ | ---- | -------- | ----------- | -------- | --------- | --------------- | ---- | ---- | ---- |
| 2016년   | 총선   | 20대 | 국회의원 | 부산 기장군 | 새누리당 | 26,371 표 | \| \| 41.55% \| | 1위  |      | 초선 |
|          | 41.55% |      |          |             |          |           |                 |      |      |      |

## 같이 보기
- 기장군 (선거구)
- 부산 기장군의 국회의원